# 恩里科·布鲁索尼
恩里科·布鲁索尼（義大利語：Enrico Brusoni，1878年12月10日—1949年11月26日），意大利男子自行车运动员。他曾代表意大利参加1900年夏季奥林匹克运动会自行车比赛，获得一枚金牌。